# Olympische Sommerspiele 2020/Teilnehmer (Aserbaidschan)
| Gelbes Symbol für Goldmedaillen mit stilisierten Olympischen Ringen | Graues Symbol für Silbermedaillen mit stilisierten Olympischen Ringen | Braundes Symbol für Bronzemedaillen mit stilisierten Olympischen Ringen |
| ------------------------------------------------------------------- | --------------------------------------------------------------------- | ----------------------------------------------------------------------- |
| —                                                                   | 3                                                                     | 4                                                                       |

Aserbaidschan nahm an den Olympischen Spielen 2020 mit 44 Sportler in 13 Sportarten in Tokio teil. Es war die insgesamt siebte Teilnahme an Olympischen Sommerspielen.

## Teilnehmer nach Sportarten

### Badminton
| Athleten           | Wettbewerb | Gruppenphase | Gruppenphase       | Gruppenphase | Gruppenphase | Achtelfinale  | Achtelfinale  | Viertelfinale | Viertelfinale | Halbfinale    | Halbfinale    | Finale        | Finale        | Rang |
| Athleten           | Wettbewerb | Gegner       | Ergebnis           | Punkte       | Rang         | Gegner        | Ergebnis      | Gegner        | Ergebnis      | Gegner        | Ergebnis      | Gegner        | Ergebnis      | Rang |
| ------------------ | ---------- | ------------ | ------------------ | ------------ | ------------ | ------------- | ------------- | ------------- | ------------- | ------------- | ------------- | ------------- | ------------- | ---- |
| Männer             |            |              |                    |              |              |               |               |               |               |               |               |               |               |      |
| Ade Resky Dwicahyo | Einzel     | Nguyễn T. M. | 2:0 (21:14, 21:18) | 73:74        | 2            | ausgeschieden | ausgeschieden | ausgeschieden | ausgeschieden | ausgeschieden | ausgeschieden | ausgeschieden | ausgeschieden | 15   |
| Ade Resky Dwicahyo | Einzel     | A. Antonsen  | 0:2 (16:21, 15:21) | 73:74        | 2            | ausgeschieden | ausgeschieden | ausgeschieden | ausgeschieden | ausgeschieden | ausgeschieden | ausgeschieden | ausgeschieden | 15   |

### Boxen
| Athleten            | Wettbewerb                  | 1. Runde     | 1. Runde | Achtelfinale  | Achtelfinale  | Viertelfinale | Viertelfinale | Halbfinale    | Halbfinale    | Finale        | Finale        | Rang   |
| Athleten            | Wettbewerb                  | Gegner       | Ergebnis | Gegner        | Ergebnis      | Gegner        | Ergebnis      | Gegner        | Ergebnis      | Gegner        | Ergebnis      | Rang   |
| ------------------- | --------------------------- | ------------ | -------- | ------------- | ------------- | ------------- | ------------- | ------------- | ------------- | ------------- | ------------- | ------ |
| Männer              |                             |              |          |               |               |               |               |               |               |               |               |        |
| Tayfur Əliyev       | Federgewicht bis 57 kg      | Nguyễn V. Đ. | 2:3      | ausgeschieden | ausgeschieden | ausgeschieden | ausgeschieden | ausgeschieden | ausgeschieden | ausgeschieden | ausgeschieden | 17     |
| Cavid Çələbiyev     | Leichtgewicht bis 63 kg     | J. Charzys   | 5:0      | H. Batschkow  | 1:4           | ausgeschieden | ausgeschieden | ausgeschieden | ausgeschieden | ausgeschieden | ausgeschieden | 9      |
| Lorenzo Sotomayor   | Weltergewicht bis 69 kg     | E. Madiew    | RSC      | ausgeschieden | ausgeschieden | ausgeschieden | ausgeschieden | ausgeschieden | ausgeschieden | ausgeschieden | ausgeschieden | 17     |
| Loren Alfonso       | Halbschwergewicht bis 81 kg | Freilos      | Freilos  | D. Roʻzmetov  | 4:1           | B. Malkan     | 5:0           | A. López      | 0:5           | ausgeschieden | ausgeschieden | Bronze |
| Mahammad Abdullayev | Superschwergewicht ab 91 kg | D. Latypov   | 3:1      | B. Jalolov    | 0:5           | ausgeschieden | ausgeschieden | ausgeschieden | ausgeschieden | ausgeschieden | ausgeschieden | 9      |

### Fechten
| Athleten    | Wettbewerb   | 1. Runde | 1. Runde | 2. Runde | 2. Runde | Achtelfinale | Achtelfinale | Viertelfinale | Viertelfinale | Halbfinale / Klassifikation | Halbfinale / Klassifikation | Finale / Platzierung | Finale / Platzierung | Rang |
| Athleten    | Wettbewerb   | Gegner   | Ergebnis | Gegner   | Ergebnis | Gegner       | Ergebnis     | Gegner        | Ergebnis      | Gegner                      | Ergebnis                    | Gegner               | Ergebnis             | Rang |
| ----------- | ------------ | -------- | -------- | -------- | -------- | ------------ | ------------ | ------------- | ------------- | --------------------------- | --------------------------- | -------------------- | -------------------- | ---- |
| Frauen      |              |          |          |          |          |              |              |               |               |                             |                             |                      |                      |      |
| Anna Bashta | Säbel Einzel | Freilos  | Freilos  | A. Stone | 15:9     | O. Nikitina  | 13:15        | ausgeschieden | ausgeschieden | ausgeschieden               | ausgeschieden               | ausgeschieden        | ausgeschieden        | 9    |

### Judo
| Athleten           | Wettbewerb  | 1. Runde       | 1. Runde | 2. Runde      | 2. Runde | Achtelfinale     | Achtelfinale  | Viertelfinale | Viertelfinale | Halbfinale / Trostrunde | Halbfinale / Trostrunde | Finale / Platz 3 | Finale / Platz 3 | Rang   |
| Athleten           | Wettbewerb  | Gegner         | Ergebnis | Gegner        | Ergebnis | Gegner           | Ergebnis      | Gegner        | Ergebnis      | Gegner                  | Ergebnis                | Gegner           | Ergebnis         | Rang   |
| ------------------ | ----------- | -------------- | -------- | ------------- | -------- | ---------------- | ------------- | ------------- | ------------- | ----------------------- | ----------------------- | ---------------- | ---------------- | ------ |
| Frauen             |             |                |          |               |          |                  |               |               |               |                         |                         |                  |                  |        |
| Aisha Gurbanli     | bis 48 kg   | C. Costa       | 0s2:1s1  | —             | —        | ausgeschieden    | ausgeschieden | ausgeschieden | ausgeschieden | ausgeschieden           | ausgeschieden           | ausgeschieden    | ausgeschieden    | 17     |
| İrina Kindzerskaya | über 78 kg  | Freilos        | Freilos  | —             | —        | L. Cerić         | 10:0s2        | Han M.-j.     | 11:0          | A. Sone                 | 0s1:10                  | Xu S.            | 10:0             | Bronze |
| Männer             |             |                |          |               |          |                  |               |               |               |                         |                         |                  |                  |        |
| Kəramət Hüseynov   | bis 60 kg   | A. McKenzie    | 1s1:0s1  | —             | —        | L. Tschchwimiani | 0:10          | ausgeschieden | ausgeschieden | ausgeschieden           | ausgeschieden           | ausgeschieden    | ausgeschieden    | 9      |
| Orxan Səfərov      | bis 66 kg   | J. Sericzhanow | 0s2:1s2  | —             | —        | ausgeschieden    | ausgeschieden | ausgeschieden | ausgeschieden | ausgeschieden           | ausgeschieden           | ausgeschieden    | ausgeschieden    | 17     |
| Rüstəm Orucov      | bis 73 kg   | Freilos        | Freilos  | M. Moguschkow | 1s1:0s2  | S. Mahmadbekow   | 1s1:0         | S. Ōno        | 0:10s1        | A. Gjakova              | 1s1:0s1                 | An C.-r.         | 0s2:1s2          | 5      |
| Murad Fatiyev      | bis 81 kg   | Freilos        | Freilos  | F. Harris     | 10:0DNS  | S. Mollaei       | 0s2:1         | ausgeschieden | ausgeschieden | ausgeschieden           | ausgeschieden           | ausgeschieden    | ausgeschieden    | 9      |
| Məmmədəli Mehdiyev | bis 90 kg   | Freilos        | Freilos  | I. Bosbajew   | 1:0s2    | M. Igolnikow     | 0s2:1s1       | ausgeschieden | ausgeschieden | ausgeschieden           | ausgeschieden           | ausgeschieden    | ausgeschieden    | 9      |
| Zelim Kotsoyev     | bis 100 kg  | A. Iddir       | 1s1:0s1  | —             | —        | S. El Nahas      | 0s1:10        | ausgeschieden | ausgeschieden | ausgeschieden           | ausgeschieden           | ausgeschieden    | ausgeschieden    | 9      |
| Ushangi Kokauri    | über 100 kg | M. Sarnacki    | 10s2:0s1 | —             | —        | R. Silva         | 0:10s2        | ausgeschieden | ausgeschieden | ausgeschieden           | ausgeschieden           | ausgeschieden    | ausgeschieden    | 9      |

### Karate

#### Kumite
| Athleten            | Wettbewerb        | Gruppenphase | Gruppenphase | Halbfinale    | Halbfinale    | Finale        | Finale        | Rang   |
| Athleten            | Wettbewerb        | Punkte       | Rang         | Gegner        | Ergebnis      | Gegner        | Ergebnis      | Rang   |
| ------------------- | ----------------- | ------------ | ------------ | ------------- | ------------- | ------------- | ------------- | ------ |
| Frauen              |                   |              |              |               |               |               |               |        |
| Irina Zaretska      | Kumite über 61 kg | 6            | 1            | L. Gong       | 7:2           | F. Abdelaziz  | 0:2           | Silber |
| Männer              |                   |              |              |               |               |               |               |        |
| Firdovsi Fərzəliyev | Kumite bis 67 kg  | 2            | 5            | ausgeschieden | ausgeschieden | ausgeschieden | ausgeschieden | 9      |
| Rəfael Ağayev       | Kumite über 75 kg | 6            | 2            | G. Hárspataki | 7:0           | L. Busà       | 0:1           | Silber |

### Leichtathletik
Springen und Werfen 
| Athleten      | Wettbewerb | Qualifikation | Qualifikation | Finale        | Finale        | Rang |
| Athleten      | Wettbewerb | Weite/Höhe    | Rang          | Weite/Höhe    | Rang          | Rang |
| ------------- | ---------- | ------------- | ------------- | ------------- | ------------- | ---- |
| Frauen        |            |               |               |               |               |      |
| Hanna Skydan  | Hammerwurf | 69,57 m       | 16            | ausgeschieden | ausgeschieden | 16   |
| Männer        |            |               |               |               |               |      |
| Nazim Babayev | Dreisprung | 16,72 m       | 15            | ausgeschieden | ausgeschieden | 15   |

### Radsport

#### Straße
| Athleten      | Wettbewerb    | Zeit | Rang |
| ------------- | ------------- | ---- | ---- |
| Männer        |               |      |      |
| Elchin Asadow | Straßenrennen | DNF  | DNF  |

### Ringen

#### Freier Stil
Legende: G = Gewonnen, V = Verloren, S = Schultersieg
| Athleten       | Wettbewerb       | Achtelfinale | Achtelfinale | Viertelfinale | Viertelfinale | Halbfinale    | Halbfinale    | Hoffnungsrunde Halbfinale | Hoffnungsrunde Halbfinale | Hoffnungsrunde Finale | Hoffnungsrunde Finale | Finale        | Finale        | Rang   |
| Athleten       | Wettbewerb       | Gegner       | Ergebnis     | Gegner        | Ergebnis      | Gegner        | Ergebnis      | Gegner                    | Ergebnis                  | Gegner                | Ergebnis              | Gegner        | Ergebnis      | Rang   |
| -------------- | ---------------- | ------------ | ------------ | ------------- | ------------- | ------------- | ------------- | ------------------------- | ------------------------- | --------------------- | --------------------- | ------------- | ------------- | ------ |
| Frauen         |                  |              |              |               |               |               |               |                           |                           |                       |                       |               |               |        |
| Mariya Stadnik | Klasse bis 50 kg | S. Orschusch | G 11:7       | S. Hamdi      | G 10:0        | Y. Susaki     | V 0:11        | —                         | —                         | Tsogt-Otschiryn N.    | G 10:0                | ausgeschieden | ausgeschieden | Bronze |
| Elis Manolowa  | Klasse bis 68 kg | B. Oborududu | V 2:13       | ausgeschieden | ausgeschieden | ausgeschieden | ausgeschieden | M. Dschumanasarowa        | V 1:4                     | ausgeschieden         | ausgeschieden         | ausgeschieden | ausgeschieden | 10     |
| Männer         |                  |              |              |               |               |               |               |                           |                           |                       |                       |               |               |        |
| Hacı Əliyev    | Klasse bis 65 kg | A. Diatta    | G 4:0        | D. Nijasbekow | G 9:1         | B. Punia      | G 12:5        | —                         | —                         | —                     | —                     | T. Otoguro    | V 4:5         | Silber |
| Turan Bayramov | Klasse bis 74 kg | W. Mychajlow | G 4:2        | F. Chamizo    | V 1:3         | ausgeschieden | ausgeschieden | ausgeschieden             | ausgeschieden             | ausgeschieden         | ausgeschieden         | ausgeschieden | ausgeschieden | 8      |
| Şərif Şərifov  | Klasse bis 97 kg | A. Sadulajew | V 0:5        | ausgeschieden | ausgeschieden | ausgeschieden | ausgeschieden | E. Odikadse               | G 7:5                     | R. Salas              | V 3:3                 | ausgeschieden | ausgeschieden | 5      |

#### Griechisch-römischer Stil
Legende: G = Gewonnen, V = Verloren, S = Schultersieg
| Athleten       | Wettbewerb       | Achtelfinale | Achtelfinale | Viertelfinale | Viertelfinale | Halbfinale    | Halbfinale    | Hoffnungsrunde Halbfinale | Hoffnungsrunde Halbfinale | Hoffnungsrunde Finale | Hoffnungsrunde Finale | Finale        | Finale        | Rang   |
| Athleten       | Wettbewerb       | Gegner       | Ergebnis     | Gegner        | Ergebnis      | Gegner        | Ergebnis      | Gegner                    | Ergebnis                  | Gegner                | Ergebnis              | Gegner        | Ergebnis      | Rang   |
| -------------- | ---------------- | ------------ | ------------ | ------------- | ------------- | ------------- | ------------- | ------------------------- | ------------------------- | --------------------- | --------------------- | ------------- | ------------- | ------ |
| Männer         |                  |              |              |               |               |               |               |                           |                           |                       |                       |               |               |        |
| Rafiq Hüseynov | Klasse bis 77 kg | A. Kessidis  | G 1:1        | A. Machmudow  | V 1:9         | ausgeschieden | ausgeschieden | L. Maafi                  | G 11:1                    | K. Tschaljan          | G 4:1                 | ausgeschieden | ausgeschieden | Bronze |
| İslam Abbasov  | Klasse bis 87 kg | D. Grégorich | V 1:3        | ausgeschieden | ausgeschieden | ausgeschieden | ausgeschieden | ausgeschieden             | ausgeschieden             | ausgeschieden         | ausgeschieden         | ausgeschieden | ausgeschieden | 13     |

### Schießen
| Athleten     | Wettbewerb                   | Qualifikation   | Qualifikation | Finale          | Finale        | Ringe/ Scheiben | Rang |
| Athleten     | Wettbewerb                   | Ringe/ Scheiben | Rang          | Ringe/ Scheiben | Rang          | Ringe/ Scheiben | Rang |
| ------------ | ---------------------------- | --------------- | ------------- | --------------- | ------------- | --------------- | ---- |
| Männer       |                              |                 |               |                 |               |                 |      |
| Ruslan Lunev | Luftpistole 10 Meter         | 574 / 14        | 20            | ausgeschieden   | ausgeschieden | 574             | 20   |
| Ruslan Lunev | Schnellfeuerpistole 25 Meter | 567 / 11        | 21            | ausgeschieden   | ausgeschieden | 567             | 21   |
| Emin Jafarov | Skeet                        | 116             | 26            | ausgeschieden   | ausgeschieden | 116             | 26   |

### Schwimmen
| Athleten               | Wettbewerb          | Vorlauf     | Vorlauf | Halbfinale    | Halbfinale    | Finale        | Finale        | Rang |
| Athleten               | Wettbewerb          | Zeit        | Rang    | Zeit          | Rang          | Zeit          | Rang          | Rang |
| ---------------------- | ------------------- | ----------- | ------- | ------------- | ------------- | ------------- | ------------- | ---- |
| Frauen                 |                     |             |         |               |               |               |               |      |
| Maryam Sheikh Alizadeh | 100 m Schmetterling | 1:01,37 min | 30      | ausgeschieden | ausgeschieden | ausgeschieden | ausgeschieden | 30   |
| Männer                 |                     |             |         |               |               |               |               |      |
| Maksym Schemberew      | 400 m Lagen         | 4:19,40 min | 26      | ausgeschieden | ausgeschieden | ausgeschieden | ausgeschieden | 26   |

### Taekwondo
| Athleten       | Wettbewerb       | Achtelfinale | Achtelfinale | Viertelfinale | Viertelfinale | Hoffnungsrunde Halbfinale | Hoffnungsrunde Halbfinale | Halbfinale    | Halbfinale    | Hoffnungsrunde Finale | Hoffnungsrunde Finale | Finale        | Finale        | Rang |
| Athleten       | Wettbewerb       | Gegner       | Erg.         | Gegner        | Erg.          | Gegner                    | Erg.                      | Gegner        | Erg.          | Gegner                | Erg.                  | Gegner        | Erg.          | Rang |
| -------------- | ---------------- | ------------ | ------------ | ------------- | ------------- | ------------------------- | ------------------------- | ------------- | ------------- | --------------------- | --------------------- | ------------- | ------------- | ---- |
| Frauen         |                  |              |              |               |               |                           |                           |               |               |                       |                       |               |               |      |
| Fəridə Əzizova | Klasse bis 67 kg | P. McPherson | 5:8          | ausgeschieden | ausgeschieden | ausgeschieden             | ausgeschieden             | ausgeschieden | ausgeschieden | ausgeschieden         | ausgeschieden         | ausgeschieden | ausgeschieden | 11   |
| Männer         |                  |              |              |               |               |                           |                           |               |               |                       |                       |               |               |      |
| Milad Beigi    | Klasse bis 80 kg | W.-t. Liu    | 15:11        | N. Rafalovich | 1:12          | ausgeschieden             | ausgeschieden             | ausgeschieden | ausgeschieden | ausgeschieden         | ausgeschieden         | ausgeschieden | ausgeschieden | 9    |

### Triathlon
| Athleten          | Wettbewerb | Zeit      | Rang |
| ----------------- | ---------- | --------- | ---- |
| Männer            |            |           |      |
| Rostislav Pevtsov | Einzel     | 1:50:46 h | 41   |

### Turnen

#### Gerätturnen
| Athleten         | Wettbewerb       | Qualifikation | Qualifikation | Finale        | Finale        | Rang |
| Athleten         | Wettbewerb       | Punkte        | Rang          | Punkte        | Rang          | Rang |
| ---------------- | ---------------- | ------------- | ------------- | ------------- | ------------- | ---- |
| Frauen           |                  |               |               |               |               |      |
| Marina Nekrasowa | Boden            | 12,000        | 71            | ausgeschieden | ausgeschieden | 71   |
| Marina Nekrasowa | Schwebebalken    | 12,266        | 58            | ausgeschieden | ausgeschieden | 58   |
| Marina Nekrasowa | Stufenbarren     | 10,833        | 83            | ausgeschieden | ausgeschieden | 83   |
| Marina Nekrasowa | Mehrkampf Einzel | 48,232        | 70            | ausgeschieden | ausgeschieden | 70   |
| Männer           |                  |               |               |               |               |      |
| Iwan Tichonow    | Barren           | 12,766        | 62            | ausgeschieden | ausgeschieden | 62   |
| Iwan Tichonow    | Boden            | 13,233        | 53            | ausgeschieden | ausgeschieden | 53   |
| Iwan Tichonow    | Pauschenpferd    | 13,366        | 38            | ausgeschieden | ausgeschieden | 38   |
| Iwan Tichonow    | Reck             | 13,133        | 41            | ausgeschieden | ausgeschieden | 41   |
| Iwan Tichonow    | Ringe            | 14,200        | 20            | ausgeschieden | ausgeschieden | 20   |
| Iwan Tichonow    | Mehrkampf Einzel | 80,332        | 44            | ausgeschieden | ausgeschieden | 44   |

#### Rhythmische Sportgymnastik
| Athletinnen                                                                         | Wettbewerb | Qualifikation | Qualifikation | Finale        | Finale        | Rang |
| Athletinnen                                                                         | Wettbewerb | Punkte        | Rang          | Punkte        | Rang          | Rang |
| ----------------------------------------------------------------------------------- | ---------- | ------------- | ------------- | ------------- | ------------- | ---- |
| Frauen                                                                              |            |               |               |               |               |      |
| Zöhrə Ağamirova                                                                     | Einzel     | 87,800        | 18            | ausgeschieden | ausgeschieden | 18   |
| Laman Alimuradova Zeynab Hummatova Yelyzaveta Luzan Narmina Samadova Darya Sorokina | Gruppe     | 74,350        | 10            | ausgeschieden | ausgeschieden | 10   |